# Ranellidae
Ranellidae is een familie van weekdieren uit de klasse van de Gastropoda (slakken).

## Taxonomie
De volgende taxa zijn bij de familie ingedeeld:
- Geslacht Haurokoa C. A. Fleming, 1955 †
- Geslacht Obscuranella Kantor & Harasewych, 2000
- Geslacht Priene H. Adams & A. Adams, 1858
- Geslacht Ranella Lamarck, 1816
- Onderfamilie Ranellinae Gray, 1854

### Synoniemen
- Charoniinae Powell, 1933 => Charoniidae Powell, 1933
- Cymatiinae Iredale, 1913 (1854) => Cymatiidae Iredale, 1913
- Dissentoma Pilsbry, 1945 => Monoplex Perry, 1810
- Eugyrina Dall, 1904 => Ranella Lamarck, 1816
- Gyrina Schumacher, 1817 => Ranella Lamarck, 1816
- Gyrinopsis Dall, 1925 † => Ranella Lamarck, 1816
- Liohindsia Coen, 1947 => Priene H. Adams & A. Adams, 1858
- Mayena Iredale, 1917 => Ranella Lamarck, 1816
- Mediargo Terry, 1968 † => Argobuccinum Herrmannsen, 1846

## Geslachten
- Argobuccinum Herrmannsen, 1846
- Biplex Perry, 1810
- Fusitriton Cossmann, 1903
- Gyrineum Link, 1807
- Halgyrineum Beu, 1998
- Obscuranella Kantor & Harasewych, 2000
- Priene H. Adams & A. Adams, 1858
- Ranella Lamarck, 1816